# 他林敦

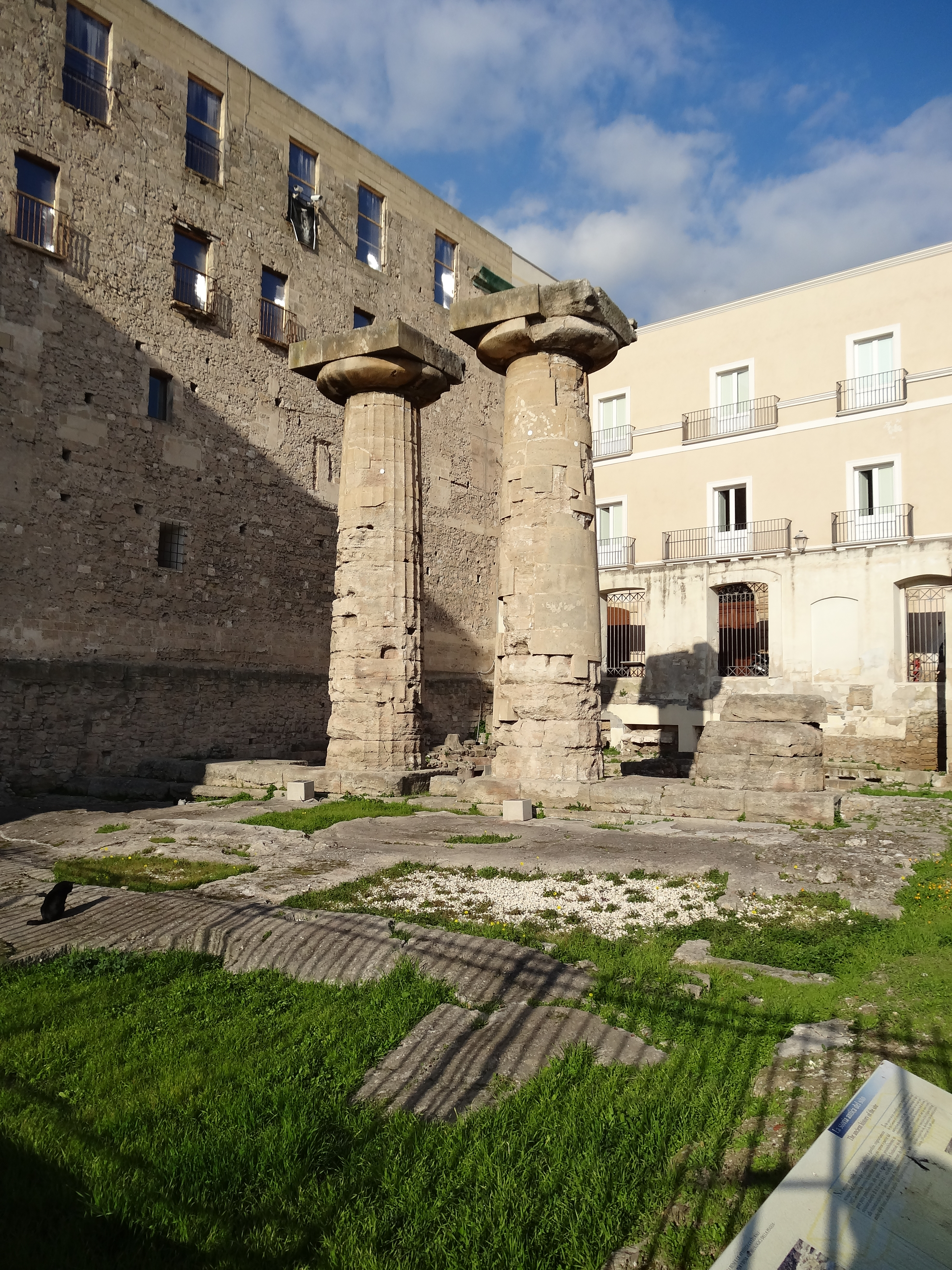
多立克神殿的现存立柱

他林敦（希臘語：Τάρας）是古希腊人在意大利半岛南部建立的所谓大希腊城邦中的一个，位于今意大利南部塔兰托。它是唯一由斯巴达人建立的殖民城邦。
公元前282年，他林敦与罗马发生战争，伊庇鲁斯国王皮洛士应他林敦人要求支援，他林敦於公元前272年落入罗马人之手。他林敦也是古希腊哲学家毕达哥拉斯的逝世之地。

## 名人
- 阿尔库塔斯